# گامبی ترکی
گامبی ترکی (روسی: Турецкий гамбит؛ ‏بلغاری: Турски гамбит) یک فیلم درام تاریخی جاسوسی بر پایهٔ رمانی از بوریس آکونین است که در سال ۲۰۰۵ منتشر شد.

## گزیدهٔ بازیگران
- اولگا کراسکو
- ولادیمیر ایلین
- ویکتور ورژبیتسکی
- الکساندر بالواو
- گوشا کوتسنکو
- لئونید کوراولیوف
- آناتولی بوریسوویچ کوزنتسوف
- دانیل اولبریخسکی